# 소방의 날

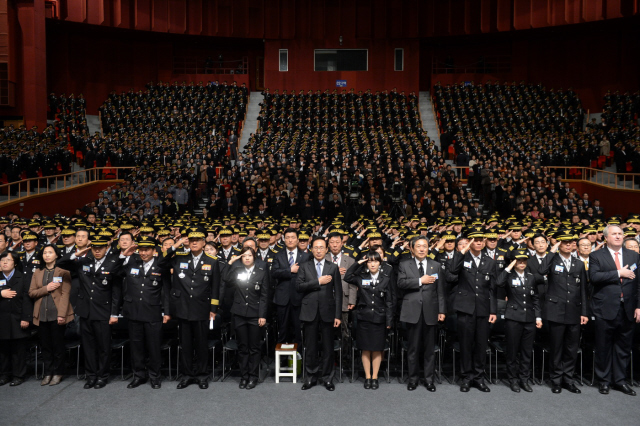
2012년 제50주년 소방의날

소방의 날은 11월 9일이다. 국민의 안전의식과 화재에 대한 경각심을 높이고 안전문화의 정착을 위하여 매년 11월 9일을 소방의 날로 정하여 기념행사를 한다. 주관부처는 대한민국 소방청이다.
1948년 이후 정부는 불조심 강조 기간을 정하여 11월 1일에 유공자 표창, 불조심 캠페인 같은 기념행사를 하였다. 이후 1963년부터는 내무부가 주관하여 '소방의 날' 행사를 개최하다가, 1991년 12월 14일 개정된 소방법에 의해 119를 상징하는 11월 9일을 '소방의 날'로 제정하였다.

## 연혁
일제시대 초기에는 조선총독부 경무국과 소방협회에서 매년 12월 1일을 방화일로 정하고 각종 화재예방활동을 전개하였으며 지역에 따라서는 12월 1일과 2일 양일간을 방화일로 정하기도 하였다. 이후 해방과 함께 정부가 수립되고 소방행정이 제도화 되면서 불조심강조기간은 매년 실시되는 정기적인 행사로 정착되었고 소방의 날의 기원이 된 행사도 시작되었다. 이때부터 불조심강조기간이 시작되는 첫날인 11월 1일에는 대대적인 불조심행사가 있었는데 행사 명칭을 "소방의 날" 이나 "불조심대회" 등으로 불렀다. 그러나 이때는 현재와 같이 정비된 소방조직이 아니고 소방서의 설치나 책임권자가 각기 달랐으므로 지금과 같이 전국적인 행사가 되지는 못하였다. 더구나 소방이 경찰행정에 속해 있었으므로 10월 21일 "경찰의 날"에 가리워져 별도의 기념행사를 가질 수가 없었다. 그러던중 1963년 11월, 당시 박경원 내무부장관은 불조심 강조기간이 시작되는 11월 1일의 행사를 대대적으로 펼치고 각종 시책을 추진하여 국민의 방화사상을 고취시키는 데 최선을 다하도록 지시하여 이때부터 국가적인 행사일이 되었으나, 법정기념일이 아니라 국민적인 행사가 아닌 자체행사로 진행되었고, 행사일인 11월 1일은 불조심 강조기간이 시작되는 날이라는 것 이외에는 별다른 의미를 부여할 수 없었으며, 행사의 형식조차 실시주체와 지역에 따라 변동이 심하였다. 이에 따라 각계의 의견을 수렴해 11월 9일을 "소방의 날"로 제정하여 법적 근거를 갖춘 전국단위 행사로 발전하였다.